# Guiler-sur-Goyen
Guiler-sur-Goyen è un comune francese di 500 abitanti situato nel dipartimento del Finistère nella regione della Bretagna.

## Società

### Evoluzione demografica
Abitanti censiti